# Oranjedal
Oranjedal of Oranje Dal is een natuurlijke laagte in gemeente Emmen (Drenthe). Deze laagte is gelegen in het uiteinde van de stuwwal Hondsrug, grofweg tussen Parc Sandur, Erica en Oranjedorp in. Dit morfologisch element is alleen met een geoefend oog te zien. Vermoedelijk is deze laagte ontstaan tijdens de Saale, toen het landijs Noord-Nederland bedekte en bij het terugtrekken van de ijstong het smeltwater een stukje van de stuwwal heeft geërodeerd. Ondanks de naam, die aan een laagte doet denken, is het dal +21m boven NAP gelegen. Het is slechts enkele meters lager dan de omgeving. In het verleden is in dit dal mogelijk veenvorming geweest.

## De bestemming van het dal
Het dal heeft een oppervlakte van ongeveer 3,5 km2. Het dal werd dwars doorsneden door de N37 (vanaf 2008 A37) die Emmen met Meppen (D) verbindt. In de structuurvisie 2020 van de gemeente Emmen wordt het Oranjedal aangewezen als noodretentiegebied (retentiebekken). Dit beleid past in de Europese Kaderrichtlijn Water (Water Directive Frame). Met het veranderend klimaat, dat tot extremer weer zou leiden, is een 'reservegebied' wel nodig: voor het overtollige water dat vertraagd kan worden afgevoerd, maar ook in de droge tijd is een reserve nodig. Het overtollige water kan worden aangevoerd via het Verlengde Hoogeveense Vaart / Van Echtenskanaal.
Omdat de overstromingsfrequentie zeer laag is (men ging uit van een hoeveelheid water die eens in de 100 jaar voorkomt) zou het aanwijzen van Oranjedal voor alleen noodretentiefunctie een beperking zijn van het ruimtegebruik. Daarom is een combinatie van functies wenselijk. Deze benadering ziet men ook bij retentiebekkens langs de Rijn waar overloopgebieden nog steeds gebruikt worden als landbouwgrond. Andere functiemenging is bijvoorbeeld een permanente waterpartij voor recreatieve doeleinden.
Zowel de retentiegedachte als het meervoudige gebruik van ruimte is een kenmerk van de
'nieuwe watercultuur' die mede dankzij de klimaatverandering in zwang is geraakt. Overigens heeft de gemeente met het waterschap Velt en Vecht nog meer natuurlijke laagten benoemd die als noodretentie kunnen dienen. Echter veruit het grootste gedeelte kan worden opgevangen binnen het Oranjedal.